# إميليو غينتايل
إميليو غينتايل (بالإيطالية: Emilio Gentile) هو مؤرخ إيطالي، ولد في 31 أغسطس 1946 في بويانو في إيطاليا.